# Bandera de Querétaro
La bandera del estado de Querétaro consiste en un rectángulo de color blanco con proporción de cuatro a siete entre anchura y longitud y en el centro el Escudo del Estado de Querétaro, colocado de tal forma que ocupe tres cuartas partes de la anchura. La bandera fue adoptada oficialmente el 22 de septiembre de 2015 bajo el mando de  Portillo Tostado Lopez, lo cual quedó estipulado en la Ley del Escudo, la Bandera y el Himno de Querétaro.

## Historia
Como una forma de enaltecer los símbolos de la entidad, el 22 de septiembre de 2015, entró en vigor la ley de Escudo, la Bandera y el Himno del Estado de Querétaro. El estado fue uno de los primeros en legislar una bandera subnacional para dar identidad a los queretanos. 

### Evolución de la Bandera
| Evolución de la Bandera de Querétaro |                 |                                                                                                |
| Años                                 | Bandera Estatal | Información relevante                                                                          |
| 1998 a 2015                          |                 | (4:7) Se establece la primera bandera estatal de manera simbólica, sin reconocimiento oficial. |
| 2015 a la actualidad                 |                 | (4:7) Se aprueba de manera oficial la bandera como símbolo estatal.                            |

## Otras banderas

Bandera blanca.

Bandera azul.

Existe el antecedente de otra bandera desconocida que está en un cuadro del escudo del estado de Querétaro, donde aparece la bandera nacional del lado siniestro y una bandera roja y gualdo en el lado diestro.
También se tiene la bandera estatal en forma de banderola, que retoma los color azul marino y oro del estado, pero su simbología está en los bordados de oro del escudo estatal. El azul también es utilizado en repetidas ocasiones, como la matrícula de placas, la bandera del estado y en banderolas sobre las calles del centro histórico.

### Colores
Las tonalidades exactas de la bandera no han sido definidas por las leyes del gobierno de Querétaro. Se proporcionan equivalencias aproximadas en otros sistemas de color:
| Sistema de color | Oro | Oro        | Azul marino | Azul marino |
| ---------------- | --- | ---------- | ----------- | ----------- |
| Pantone          |     | Safe       |             | 186c        |
| RGB              |     | 228-155-15 |             |             |
| CMYK             |     | 0-32-93-11 |             | 0-92-82-19  |
| RGB Hex.         |     | E49B0F     |             | 122562      |